# Andrzej Januszajtis
Andrzej Jacek Januszajtis (ur. 18 sierpnia 1928 w Lidzie) – polski fizyk, nauczyciel akademicki, pasjonat, znawca i propagator historii Gdańska.

## Życiorys
Syn Wiesława, majora Legionów Polskich, i Anny. W 1933 z rodziną przeprowadził się do Lublina, gdzie przeżył okres okupacji niemieckiej. W wieku 14 lat wstąpił do Szarych Szeregów.
Zdał maturę w Liceum im. Hetmana Jana Zamoyskiego w Lublinie, następnie w latach 1948–1954 studiował na Wydziale Mechanicznym Politechniki Gdańskiej. Kształcił się także w Państwowej Wyższej Szkole Muzycznej w Gdańsku. Od 1954 pracował na PG, w 1964 uzyskał stopień doktora nauk fizycznych. W pracy badawczej specjalizował się w fizyce ciała stałego. Od 1968 był zatrudniony na stanowisku docenta. Zaczynał w Katedrze Fizyki, był dyrektorem Instytutu Fizyki, a także dziekanem Wydziału Fizyki Technicznej i Matematyki Stosowanej. Przed przejściem na emeryturę pracował w Katedrze Fizyki Molekularnej.
W latach 60. współpracował z miesięcznikiem społeczno-kulturalnym „Litery”. Był także encyklopedystą; został wymieniony w gronie edytorów Ilustrowanej encyklopedii dla wszystkich. Fizyka wydanej w latach 1985–1991.
W latach 1990–1994 z ramienia Komitetu Obywatelskiego był radnym i przewodniczącym Rady Miasta Gdańska I kadencji. Został później prezesem stowarzyszenia „Nasz Gdańsk” i redaktorem naczelnym wydawanego przez tę organizacji periodyku „Miesięcznik Nasz Gdańsk”. Został również prezesem Towarzystwa Promocji Młodych Skrzypków im. Aleksandry Januszajtis, członkiem honorowym Koła Przewodników Miejskich i Terenowych im. Franciszka Mamuszki w Gdańsku, a także członkiem kapituły Medalu św. Wojciecha i Medalu Księcia Mściwoja II.
Zaangażowany w renowację gdańskich zabytków oraz propagowanie wiedzy o Gdańsku. Kierował odbudową zegara astronomicznego z 1470 w bazylice konkatedralnej, przyczynił się też do powrotu carillonu na wieżę kościoła św. Katarzyny. Przyczynił się również do odzyskania wywiezionych w czasie II wojny światowej do Niemiec takich zabytków jak skrzydło ołtarza Ferberów czy księgozbiór Towarzystwa Przyrodniczego w Gdańsku.
W 1961 zawarł związek małżeński z Ewą z domu Terlecką, pianistką i nauczycielką muzyki, z którą ma dwie córki: Katarzynę i Aleksandrę.

## Publikacje
- Andrzej Januszajtis, Zbigniew Jujka, Z uśmiechem przez Gdańsk, Gdynia: Wydawnictwo Morskie, 1968, OCLC 250907544. Brak numerów stron w książce
- Andrzej Januszajtis, Wielka księga miasta Gdańska, Gdańsk: Lwy Gdańskie, 1997, ISBN 83-901625-5-5, OCLC 751151049. Brak numerów stron w książce
- Andrzej Januszajtis, Dzieciństwo i młodość Daniela Gabriela Fahrenheita, Pelplin: Bernardinum, 2002, ISBN 83-88935-56-9, OCLC 53864732. Brak numerów stron w książce
- Andrzej Januszajtis, Gdańskie zegary, dzwony i karyliony, Pelplin: Bernardinum, 2003, ISBN 83-7380-076-X, OCLC 53814051. Brak numerów stron w książce
- Andrzej Januszajtis, Mr. Fahrenheit, dżentelmen z Gdańska, Gdańsk: L&L, 2005, ISBN 83-88595-88-1, OCLC 749643938. Brak numerów stron w książce
- Andrzej Januszajtis, Piotr Paweł Woźniak, Joanna Markin, Gdańsk oraz Gdynia i Sopot, Bielsko-Biała: Pascal, 2006, ISBN 83-7304-605-4, OCLC 749997046. Brak numerów stron w książce
- Andrzej Januszajtis, Krzyże Farnej Wieży i inne gdańskie osobliwości, Gdańsk: Marpress, 2007, ISBN 978-83-7528-009-8, OCLC 227206515. Brak numerów stron w książce
- Andrzej Januszajtis, Gdańsk: przewodnik, Olszanica: Wydawnictwo BoSz, 2008, ISBN 978-83-7576-023-1, OCLC 297558914. Brak numerów stron w książce
- Andrzej Januszajtis, Sulmin: niezwykłe dzieje podgdańskiej wsi, Gdańsk: L&L, 2009, ISBN 978-83-60597-43-9, OCLC 751120686. Brak numerów stron w książce
- Andrzej Januszajtis, Gdański Król Żurawi, Gdańsk: Marpress, 2010, ISBN 978-83-7528-059-3, OCLC 748262900. Brak numerów stron w książce
- Andrzej Januszajtis, Legendy dawnego Gdańska na nowo opowiedziane, Gdańsk: Marpress, 2012, ISBN 978-83-7528-083-8, OCLC 1062166919. Brak numerów stron w książce

## Odznaczenia i wyróżnienia
- Krzyż Komandorski Orderu Odrodzenia Polski (2024)[7]
- Krzyż Oficerski Orderu Odrodzenia Polski (2014)[8]
- Medal 100-lecia Odzyskania Niepodległości (2018)[2]
- Srebrny Medal „Zasłużony Kulturze Gloria Artis” (2018)[9]
- Krzyż Oficerski Orderu Zasługi Republiki Federalnej Niemiec (Niemcy, 1997)[2]
- Krzyż „Pro Mari Nostro” Ligi Morskiej i Rzecznej (2017)[1]
- Odznaka „Zasłużony Działacz Kultury” (1969)[4]
- Medal Ignacego Adamczewskiego Polskiego Towarzystwa Fizycznego (2008)[10]
- Medal 100-lecia Towarzystwa Przyjaciół Nauki i Sztuki w Gdańsku, Gdańskiego Towarzystwa Naukowego, Gdańskiego Towarzystwa Przyjaciół Sztuki (2022)[1]
- Tytuł honorowego obywatela Gdańska (2002)[1]
- Nagroda Miasta Gdańska w Dziedzinie Kultury (1974, 1989)[11]
- Nagroda Artystyczna Gdańskiego Towarzystwa Przyjaciół Sztuki (2006)[1]
- Nagroda Prezydenta Miasta Gdańska w Dziedzinie Kultury (2008)[12]
- Nagroda Specjalna Województwa Pomorskiego w Dziedzinie Kultury (2023)[13]